# オーバーターン (ゲーム)
『オーバーターン』（OVER TURN）は、Wiiウェアで2008年12月2日から配信されているコンピュータゲームである。

## 概要
他社ゲームソフトの開発請負を主な業務としてきたスタジオ斬初の自社タイトルであり、Wiiウェア初の対戦型ロボットアクションゲームである。
本作は浮上する未来型ロボット、オーバーターンマシン(以下OTM)を操縦し、武器を駆使してライバルと戦うのが特徴。　

## STORYモード
全8人のキャラクターから1人を選び、各キャラクターごとに固有のオーバーターンマシン (OTM) を操り、CPUとの対戦を行っていく。キャラクターはそれぞれの目的を果たすためにOTMの大会に参加しており、5段階のトーナメントを勝ち抜いて最終的にチャンピオンに勝利すればゲームクリアとなり、プレイヤーキャラクターの書き下ろしイラストが用意されたエンディングを見られる。その後はスタッフロールに移行する。各トーナメントの決勝戦には選ばなかったキャラクターが登場し、対決の前に会話を行う。なお、キャラクター同士の会話は初回にしか発生せず、再び会話を楽しむには初めからやり直す必要がある。

トーナメント中にCPU戦で敗北しても、同じ相手からのリトライが可能で、トーナメントの最初からやり直す必要はない。同じ相手に何度も敗北すると、CPUのヒットポイントが少ない状態（5回で75%。10回で半分の50%になる）でリトライを選択できるようになり、初心者やアクションが苦手な人間でもストーリーモードをクリアできるよう配慮されている。ただし、クリアエンペラーチャレンジやデビルチャレンジ、ゴッドチャレンジではこの仕様が存在しない。
サバイバルチャレンジ
一体ずつ出現するCPUをどれだけ倒せるかを記録するモード。敵を倒すごとにHPが回復し、倒した回数はランキングに登録できる。
エンペラーチャレンジ
各キャラクターが乗っていたOTMと一体ずつ戦うモード。このモードとデビルチャレンジ、ゴッドチャレンジはCPUのAIが強化される。
デビルチャレンジ・ゴッドチャレンジ
それぞれ2~3体同時に出現するOTMを相手にするモード。このモードでのCPU同士の攻撃は被弾しない仕様となっており、プレイヤーを的確に狙う為か難易度が高い。CPUのOTMは全て金色で固定されている。

## VS　LOCALモード
ローカル環境の2人用対戦モードで、画面を縦または横に分割し、対戦できる。

## アームウエポン
三羽カラス
ホーミング性能を持つ手裏剣を3発同時に放つ。射速が速い。
5連式ボウガン
５発連続で発射できる。
MGマシンガン
一発の威力は低いが連射できる。射程も長い。
ライトレーザー
マシンガン同様に連射できる。
3連バズーカ
文字通りバズーカミサイル1発ずつを3連続で発射する。
グレネード
壁や地面に爆弾を設置する。
ビームライフル
BFダメージに特化したライフル。
A5ミサイル
ミサイルを5方向に放つ。
44マグナム
打ち出しが早く連射も出来るが当たり判定が狭い。
パイルバンカー
射程は短いが、威力はメカピッチャーに次いて高い。
アンカーキャノン
HPダメージは高いが最大個数が少なくリロード時間も長い。
追尾α機雷
グレネード同様壁や地面に設置する。グレネードとの違いは最大個数の少なさと反応した相手を追尾する点。
クロスレーザー
十字にレーザーを放つ。
デスフレイム
正面に火柱を放つ。
アイアンパンチ
誘導性と威力の高いロケットパンチを放つ。反面一発しか発射出来ずリロード時間も長い。
パルスレーザー
前方向にリング状のレーザーを３発放つ。離が長い程範囲が広くなる。
柳生ハンマー
HP・BF共にダメージ力が高いが射程が短く、近距離でしか当てられない。
メカピッチャー
隙がとても大きいがダメージが一番高い。
メガポンZ
正面に障害物を貫通する極太のビームを放つ。攻撃の隙がとても大きいがBFダメージと射程は全アームウエポン中最強。